# 伊-220战斗机
米高扬-格列维奇伊-220战斗机（英文：Mikoyan-Gurevich I-220，简称伊-220、I-220）是苏联在二战期间制造的一款高空战斗机原型机。该机最初是为了对抗德国高空侦察机的威胁而研发并同时制造了七架原型机，还测试了五种变体（I-220到I-225）。到1944年，因为德国高空侦察机的威胁已经基本消退，所以苏軍认为生产伊-220及其变体变得已无必要，继而终止了研发。

## 研发历史

### I-220
1941年初，苏联发布了一份新型高空战斗机需求，以对抗敌方高空侦察机，如容克斯Ju-86。但直到1942年底，米高扬-格列维奇设计局才获得一份生产两架原型机的合同，并开始研制Samolet A或I-220原型机。此后该机的名称被苏联航空工业部 (NKAP) 指定为I-220。该机采用全新设计，主要采用SHPON（木质贴面）结构，配有钢管桁架式发动机支架和轻合金尾翼。机翼的翼型为CAHI层流型，机翼上装有前缘缝翼和分裂襟翼。所有进气口都位于机翼前缘翼根附近。尾翼的设计与伊-250战斗机相似，但跨度略有增加。动力由一台1,104千瓦（1,480 马力）的米库林AM-39发动机提供。但第一架原型机比较特殊，它最早是使用1,104千瓦（1,480 马力）的米库林AM-38F发动机驱动三叶AV-5A螺旋桨。该机采用传统起落架，主起落架向内缩回，尾轮可伸缩。燃料由六个由橡胶织物制成的自密封油箱提供，其中两个在机身，四个在机翼。驾驶舱可容纳一名飞行员在座舱里，该机最终设计计划采用增压系统，但并未安装。该机武器为四门施瓦克自动加农炮，每门备弹150发，其中两门位于发动机上方，两门位于曲轴箱旁边。第一架原型机上只安装了发动机上方的两门机炮，而且下部炮口没有整流罩。

### I-221
1942年夏天，由于容克Ju-86的飞行侦查仍然是一个严重的问题，因此开始研制高空性能更好的I-221改型。该型的研发目标是提高其前置型号I-220在平流层的性能。与此同时，该飞机被命名为I-221（Samolet 2A）。该机的机翼经过重新设计，翼展增加，机翼采用NACA-234翼型。外翼和后机身采用全金属结构。动力由一台1,251千瓦（1,678 马力）的米库林AM-39A涡轮增压发动机驱动三叶螺旋桨提供。该机加装了涡轮增压器，但数量不清楚。而且，I-221还是第一架配备加压和空调驾驶舱的米格飞机。同时，该机的燃油容量相较于I-220增加了，但并不清楚增加了多少。并且，它上部的一对施瓦克机炮被移除，只留下安装在发动机旁边的两门机炮，每门有150发炮弹，与I-220一样。

### I-222

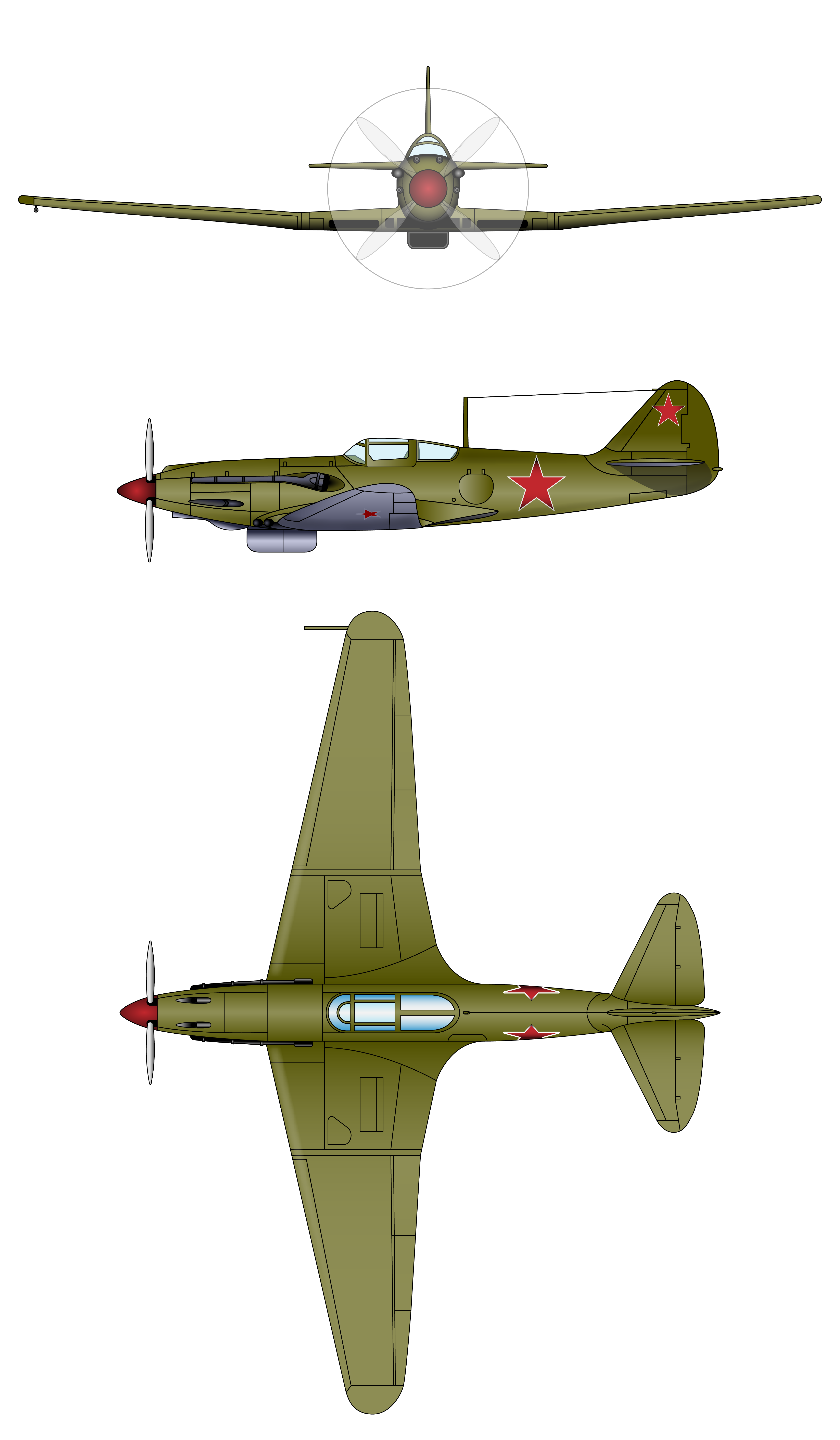
I-222型的三面图

I-222（Samolet 3A）与I-221类似，但由一台1,104千瓦（1,480 马力）的米库林AM-39B-1发动机驱动，机罩左侧配有一台TK-300B涡轮增压器。发动机最初驱动三叶AV-5A螺旋桨，但后来被四叶的AV-9L-26取代。涡轮增压器的中冷器安装在机身下方靠近机翼前缘的深风管中。外翼和后机身又恢复为木质结构，后机身也略微降低，以提高后方视野。与I-221一样，I-222的驾驶舱被加压并装有空调。然而，与I-221不同的是，它配备了防弹挡风玻璃和飞行员头部后面的防弹玻璃，厚度为64毫米（2.5 英寸），并在压力舱壁上增加了8-9毫米的装甲板。该型号的滑动座舱盖用重金属框架加固，但也因此降低了后方的能见度。该机还通过通过拆除机身油箱来减少燃油容量。该机武器装备与I-221相同，但弹药减少到每门80发。

### I-224
I-224（Samolet 4A）与I-222相似，但有几处变化。该机的变化包括将TK-300B涡轮增压器移到右侧，增压座舱改为焊接铝合金结构而不是木质结构。该飞机由一台1,052 千瓦（1,411 马力）的米库林AM-39B发动机驱动四叶AV-9L-22B螺旋桨。该机的中部冷却器空气管道更深，燃油容量增加，弹药容量也增加到了每门机炮100发。

### I-225
Samolet A系列的最终发展是I-225，或Samolet 5A。该机基于最初的I-220，但与之前的变体不同，它相较于其他变体不那么适用于高空作战。该机由一台1,750 马力（1,300 千瓦）的米库林AM-42B发动机驱动三叶AV-5A-22V螺旋桨。同时，该机机翼和增压座舱采用全金属结构，座舱配有改进过的仪表和控制装置。与此同时，驾驶舱还配备了64毫米（2.5 英寸）厚的装甲。

## 亚型概览

### I-220 (Samolet A)

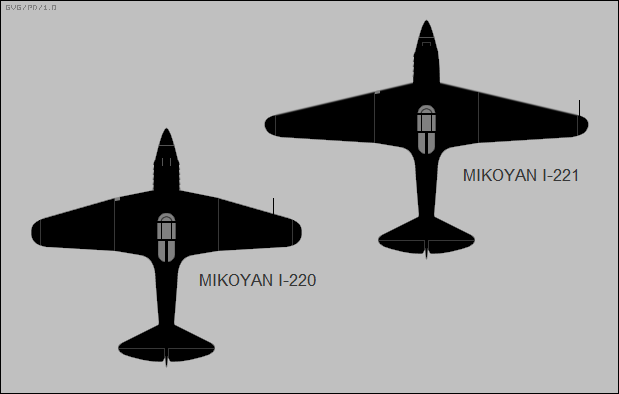
一张I-220和I-221型的二维对比图

第一种型号，由米库林AM-38F（第一架） 或AM-39（第二架） 发动机驱动。共制造了两架。

### I-221 (Samolet 2A)
该机是为了在高海拔地区实现更高性能而开发的亚型，翼展更长，由AM-39A涡轮增压发动机驱动。但是仅制造了一架。

### I-222 (Samolet 3A)
基于 I-221，但配备了AM-39B-1涡轮增压发动机和其他改进。仅制造了一架。

### I-224 (Samolet 4A)
基于I-222，但配备了铝制驾驶舱。仅制造了一架。

### I-225 (Samolet 5A)
基于 I-220，但配备了米库林AM-42B（第一架） 和AM-42FB（第二架） 发动机。该机采用金属机翼和驾驶舱。总共制造了两架。

## 使用者
苏联

### 苏联空军
保有数量：2架
状态：未知

## 服役历史

### I-220
第一架伊-220原型机于1943年6月在莫斯科市郊的Khodynka机场完成。该飞机于1943年7月首次飞行，由雅基莫夫驾驶。而后，试飞员们发现该飞机性能良好，但有一个缺点，也就是AM-38F发动机的低空飞行性能不佳。而之后，由米库林AM-39发动机驱动，配备四门机炮，每门机炮有100发炮弹，的第二架原型机于1943年7月完成。第二架原型机的工厂飞行测试于1943年7月8月进行，之后移交给苏联空军 (VVS)。而苏联空军于1944年7月14日至24日进行了进一步的飞行测试，最终因飞机发动机故障而结束。与此同时，第一架原型机安装了新的米库林AM-39发动机。新发动机的飞行测试于1944年1月至8月进行。

### I-221
改进后的I-221的飞行测试于1943年12月2日开始，由雅基莫夫驾驶进行首飞，测试因飞机在一次机腹着陆中受损无法修复而结束。

### I-222
类似的I-222于1944年4月23日推出，并于同年5月7日由试飞员朱可夫首次驾驶其原装三叶螺旋桨飞行。测试开始后不久，三叶螺旋桨被四叶螺旋桨取代。在测试过程中，发现尽管I-222在所有变体中具有最佳的高空性能，并且有所有盟军活塞式发动机战斗机中的最佳升限。但是在低空时它比其他所有其他版本要慢许多。之后，苏联空军将I-222的生产版本命名为米格-7。但到了1944年，对高空战斗机的需求已不再迫切，因此没有订购量产版本的飞机。

### I-224
后来，I-224于1944年9月完成，并于10月20日开始飞行测试，由雅基莫夫驾驶。在飞行中，飞机因增压器解体导致发动机起火而坠毁。而雅基莫夫被迫跳伞。

### I-225
然后，I-225于1944年7月21日首次飞行，仍然由雅基莫夫驾驶，在接下来的两天内，该机完成了15次飞行，而后由于发动机故障导致飞机坠毁。在出现事故后，第二架改进了的I-225于1945年3月14日开始短暂的飞行测试期。在此期间，它被证明是第一（雅克-3完成后则为第二）快的苏联活塞式战斗机。

## 性能数据
（性能数据来自I-220第二架原型机）

### 一般数据

#### 机组人员
机组人员：1人

#### 长度
长度：9.603米（311英尺6英寸）

#### 机翼数据
翼展：11米（36英尺1英寸）
翼面积：20.38平方米（219.38平方英尺）
翼型：CAHI层流

#### 重量
空重：3,101千克（6,836磅）
总重：3,647千克（8,040磅）

#### 燃油系统
燃油容量：335千克（738.5磅）

#### 润滑系统
发动机机油容量：45千克（99磅）

#### 动力系统
动力装置：1台米库林AM-39 V12活塞发动机，1,100千瓦（1,500马力）
螺旋桨：3叶AV-5A螺旋桨，直径3.6米（11英尺9.75 英寸）

### 性能

#### 速度
最大速度：697公里
平均速度（7,000米（23,000英尺）/时）： 630–660公里（391.5–410英里）

#### 高度
实用升限：11,000米（36,090英尺）

#### 航程
航程：630–660 公里（391.5–410英里）

#### 爬升时间
5,000米（16,404英尺）的爬升距离为：4.5英里

### 武器装备

#### I-220型
四门ShVAK自动加农炮，每门备弹150发。

#### I-221型
由四门变为两门ShVAK自动加农炮，备弹仍然是每门150发。

#### I-222型
两门ShVAK自动加农炮，但备弹减少到80发每门。

#### I-224/I-225型
两门ShVAK自动加农炮，备弹增加到100发每门。

## 该机的原型和改造后的型号

### 米格-7（I-211）
•I-220战斗机的原型，又称I-211战斗机，基于米格-3换装发动机并改造。

### 米格-11
•该机是基于未实现的I-220量产型进行改造后进行小批量制造的。

## 你知道吗
1. 这架飞机是电子游戏《战争雷霆》中的收录机。该游戏收录的型号为I-225（Samolet 5A）。[7]
2. 這架飛機是電子遊戲《灰燼前線》中的出場角色「I-220」的原型。[6]